# ダイハツ・キャスト
キャスト（CAST）は、ダイハツ工業が製造・販売していた軽トールワゴン（STYLE、SPORT）および軽SUV（ACTIVA）である。

## 概要
本車種は「生活を彩る自分仕様の軽自動車」をコンセプトに開発され、SUVテイストのキャスト アクティバ（CAST ACTIVA・以下、アクティバ）、軽トールワゴンでありながらすでに絶版となったミラジーノにも通じるレトロ調軽セダンをモチーフとした都会的テイストのキャスト スタイル（CAST STYLE・以下、スタイル）、専用サスペンションチューニングを施したスポーツテイストのキャスト スポーツ（CAST SPORT・以下、スポーツ）と世界観が異なる3つのバリエーションを設けているのが特徴である。アクティバは2012年7月に終売となったテリオスキッド以来約3年ぶりの軽SUV系となり、スポーツは2009年3月に終売となったソニカ以来6年ぶりの軽スポーツツアラーとなった。
なお、本車はトヨタ自動車へのOEMモデルが存在した一方で、SUBARUへのOEM供給はされなかった。

## メカニズム
6代目ムーヴに採用した軽量高剛性ボディ「Dモノコック」をはじめ、「Dサスペンション」や「Dアシスト」も採用することで、しっかりとしたハンドリングとロールや走行時のふらつきが少ない高い操舵安定性を確保したほか、ステアリングのパッド取付部にゴム材を使用することでダンパー機能を持たせて振動を吸収し、ボディパネルの隙や穴を減らして音の侵入経路を低減することで静粛性を持たせた。
また、「クールドi-EGR」やCVTサーモコントローラー、樹脂化ボディなどといった「e:Sテクノロジー」も採用したことで燃費性能にも優れ、NA・2WD車は「平成32年度燃費基準+20%」、NA・4WD車及びアクティバとスタイルのターボ・2WD車は「平成32年度燃費基準+10%」、アクティバとスタイルのターボ・4WD車及びスポーツは「平成32年度燃費基準」をそれぞれ達成している。
さらに、6代目ムーヴや3代目タントにも採用されているカメラとレーザーレーダー、ソナーセンサーの組み合わせにより前方車両との衝突の危険が高まった時に緊急ブレーキを作動することで危険の回避を支援するほか、歩行者の検知や車線の逸脱時に警報で知らせ、前方や後方へのアクセルとブレーキの踏み間違えによる飛び出しも抑制する衝突回避支援システム「スマートアシストII（以下、スマアシII）」を採用し、一部グレードを除く全車に標準装備した。2017年10月の一部改良で対歩行者緊急ブレーキにも対応した改良型の「スマートアシストIII（以下、スマアシIII）」に強化されている。
アクティバは大径タイヤの採用やサスペンションの変更などにより最低地上高を2WD車は180mm、4WD車は175mmとすることで雪道や山道での走破性を高めたほか、4WD車にはぬかるみなどの滑りやすい路面でタイヤが空転した場合に空転した車輪に制動力、グリップ側の車輪に駆動力を与えることで発進をサポートするグリップサポート制御と滑りやすい下り坂などでドライバーがブレーキ操作をしなくても一定の車速を維持し、フットブレーキによるタイヤのロックを防いで安定した降坂を実現するDAC制御を標準装備した。

## デザイン
外観はボディ断面は上質さを表現するため丸みのある豊かな面質を持たせ、ドア断面にも丸みを持たせた台形フォルムとし、サイドシルエットを水平基調とした。開発コスト抑制のため、ランプ類を3タイプで共通デザインとしながら、装備するパーツを変えることで世界観を表現している。フロントエンブレムはミラココア、ミライース、コペン、ウェイクなどと同様に専用デザインを採用している。またミライースやコペンに続き、3タイプ共に独自の「Dラッピング」を用いた「デザインフィルムトップ」をメーカーオプション設定している。この「デザインフィルムトップ」はクリスタル調/ホワイトが基本となるが、ボディカラーとの組み合わせにより、アクティバとスポーツはカーボン調/ブラックが、スタイルはカーボン調/ワインレッドとヘアライン調/シルバーがそれぞれ用意されている。
アクティバの外観は車両の下回りをプロテクトする樹脂ガーニッシュや15インチの大径タイヤ（165/60R15）を採用し、ロアボディやサイドドアモールをガンメタリック塗装で仕上げ、専用グリルを採用。内装は黒基調にアクティブな形状のインパネ加飾を施し、インパネデザインにオープントレイを採用。シートはシルバーとスウェード調の生地を組み合わせたフルファブリックシートを採用した。
スタイルの外観はかつて同社から発売されていたレトロ風軽セダン（ハッチバック）であるミラジーノの流れを汲んでおり、バンパーモール（フロント/リア）やサイドロッカーモールにメッキ加飾を施し、低重心をイメージするためにフロントグリルを台形フォルムとし、15インチタイヤを採用。内装は水平基調のインパネ加飾と黒とベージュの2トーンカラーを基調とした内装色を採用し、インパネデザインにはフタ付のインパネトレイを採用。シートはスウェード調の明るい生地を重ねあわせたフルファブリックシートを採用した。
スポーツの外観はレットピンストライプ付エアロバンパー（フロント/リア）やグリルに専用エンブレムを装着するなど専用パーツを採用し、常時点灯のLEDフロントイルミネーションランプ（オールデイ）を装備。また、2WD車には16インチタイヤを標準設定するとともに、16インチハイグリップタイヤをメーカーオプションで選択可能とした。内装は黒基調に赤色でつや消しのインパネガーニッシュや自発光式2眼メーターを採用し、シートはブラック調のレザーシート表皮にレッドステッチをアクセントとして施した。また、インパネガーニッシュをピアノブラック加飾に、レザー調シートをホワイトに変更した「プライムインテリア」をメーカーオプションに設定した。
ボディカラーはモノトーンカラーで全11色が設定されているが、このうち、アクティバ・スタイル・スポーツいずれのタイプでも選択できる共通カラーは2色で、「レモンスカッシュクリスタルメタリック」、「スプラッシュブルーメタリック」、「オフビートカーキメタリック」はアクティバ専用色、「プラムブラウンクリスタルマイカ（オプションカラー）」、「ライトローズマイカメタリック」、「ダークエメラルドマイカ」はスタイル専用色、「ブライトシルバーメタリック」はスポーツ専用色、「ファイアークオーツレッドメタリック」と「ディープブルークリスタルマイカ（オプションカラー）」はアクティバ・スタイル専用色となる。

## 年表
- 2015年（平成27年）

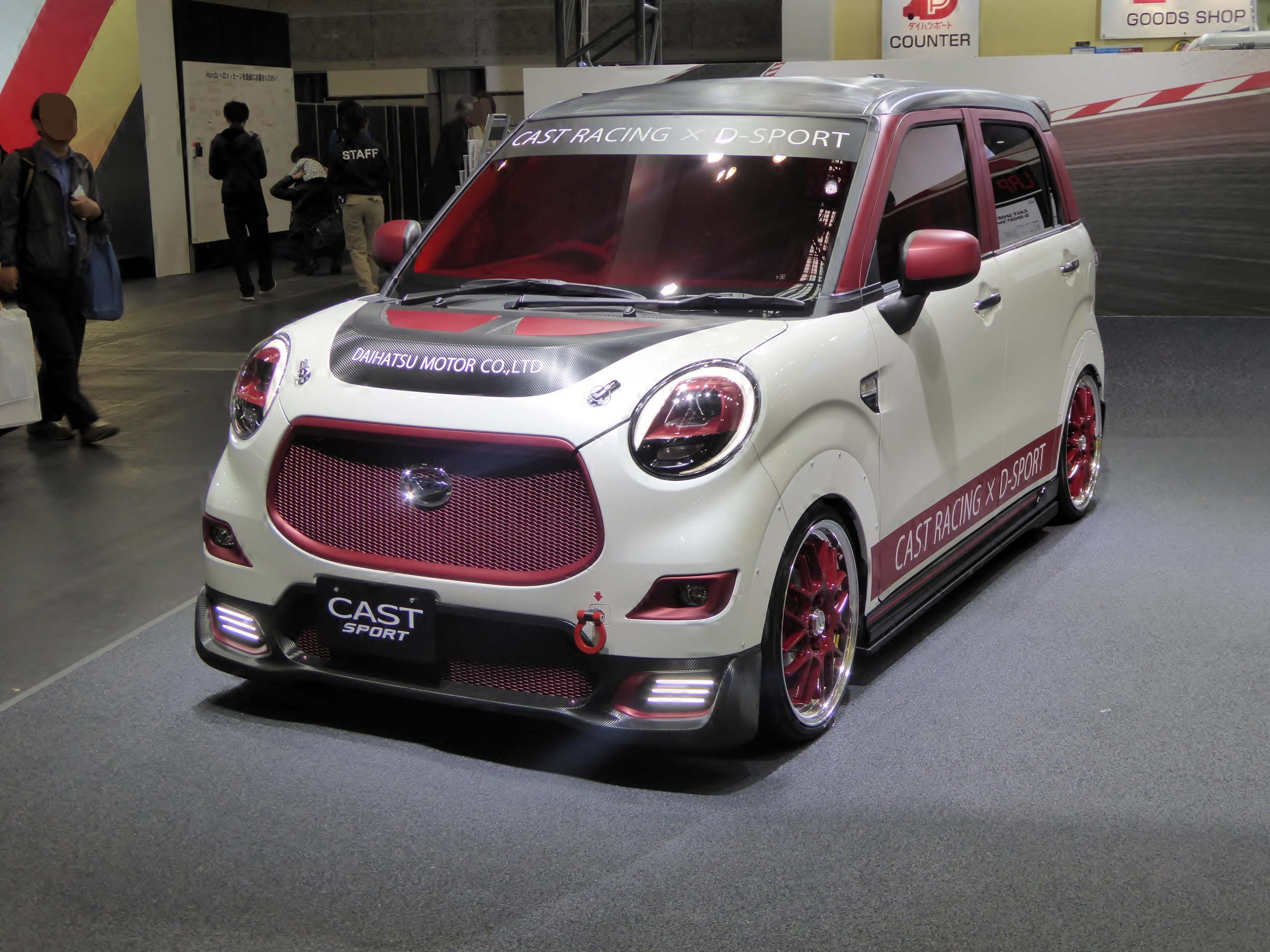
キャストスポーツのレース仕様デモカー（2016年大阪オートメッセ）

  - 8月3日 - 発売に先駆けてホームページ内に新型軽自動車のティザーサイトを公開。この時は車種名が明らかにされていなかった[1]。
  - 9月9日 - 「キャスト」として全タイプ公式発表[2]。アクティバとスタイルが発表と同時に販売を開始。スポーツは同年10月末より販売開始予定とされた。グレード体系はアクティバ・スタイル共通で、廉価グレードの「X」と同グレードのスマアシII付仕様「X "SA II"」、上級グレードの「G "SA II"」、ターボ車の「Gターボ "SA II"」の4グレードを展開する。
  - 10月29日 - スポーツの販売を開始。スポーツはターボ車のみの設定で、「SA II」のみのモノグレード体系となる[3]。
- 2016年（平成28年）
  - 6月20日 - 一部改良並びにアクティバ・スタイル特別仕様車「プライムコレクション SA II」を発売[4]。
    - デザインフィルムトップのカラーバリエーションの拡充並びに整理が行われ、アクティバはクリスタル調/ホワイトの「ブラックマイカメタリック」と「シャイニングレッド」の設定を廃止（スタイル専用設定に移行）する代わりに、これまでスポーツのみの設定だったカーボン調/ブラック[注 1]を追加。スタイルはクリスタル調/ホワイトの「ライトローズマイカメタリック」の設定を廃止する替わりに、ヘアライン調/シルバー[注 2]とカーボン調/ワインレッド[注 3]の2種類を追加。スポーツはカーボン調/ブラックの「トニコオレンジメタリック」と「フレッシュグリーンメタリック」の設定を廃止し、デザインフィルムトップ設定時に、ドアミラーとリアクォーターピラーパネルのカラーを通常設定のレッドからブラックに変更可能なメーカーオプションを新たに設定した。また、従来はスタイルのデザインフィルムトップ設定時の専用カラーであった「ブライトシルバーメタリック」をモノトーンカラー専用に切り替え、新たにアクティバにも設定した。さらに、スタイルにはインテリアアクセントカラーを4色（ピンク・ネイビー・ブラック・ホワイト）追加した。機能面では4WD車の最低地上高をアクティバは180mm、スタイルとスポーツは150mmにそれぞれ高くしたほか、助手席シートヒーターを新たに設定し、スポーツに標準装備、アクティバとスタイルはメーカーオプションの「ウォームパック」に設定した。
    - アクティバ及びスタイルの特別仕様車「プライムコレクション SA II」はそれぞれの「G"SA II"」・「Gターボ"SA II"」をベースに、アクティバとスタイルでカラーが異なるレザー調シート、インテリアアクセントカラー、センタークラスター、ドアアームレストを採用したほか、純正ナビ装着アップグレードパック、スーパーUV&IRカットガラス（フロントドア）、スーパークリーンエアフィルター、SRSサイドエアバッグ（運転席・助手席）、シートヒーター（運転席・助手席）を特別装備した。この影響で、アクティバ及びスタイル（本特別仕様車除く）において、メーカーオプションの「プライムインテリアパック」及びSRSカーテンシールドエアバッグの設定が廃止された。

  - 8月31日 - トヨタ自動車へ「ピクシス ジョイ」としてOEM供給を開始。
- 2017年（平成29年）10月4日 - 一部改良[5]。
  - 前述のとおり、スマアシII搭載グレードは改良型のスマアシIIIに強化されるとともに、パノラマモニターを新たに採用し、グレードにより、「パノラマモニター対応純正ナビ装着用アップグレードパック」又は「パノラマモニター対応カメラ」としてメーカーオプションに設定した（なお、使用の際はディーラーオプションのパノラマモニター対応ナビゲーションの装着が必要）。
  - 外観はアクティバとスタイルでフロントグリルの意匠が変更されたほか、ボディカラーは、アクティバに「レモンスカッシュクリスタルメタリック」と「オフビートカーキメタリック」の2色を、スタイルに「ダークエメラルドマイカ>」をそれぞれ追加する代わりに、アクティバ専用色だった「トニコオレンジメタリック[注 4]」を廃止。「ディープブルークリスタルマイカ（オプションカラー）」はスポーツでの設定を廃止してアクティバ・スタイル専用色になった代わりに、「ブライトシルバーメタリック」はアクティバ・スタイル専用色からスポーツ専用色に移行した。デザインフォルムトップのバリエーションも入れ替えが行われ、アクティバはクリスタル調/ホワイトの「フレッシュグリーンメタリック」の設定を廃止する替わりに、クリスタル調/ホワイトに「レモンスカッシュメタリック」、「ブラックマイカメタリック」、「オフビートカーキメタリック」を、カーボン調/ブラックに「ディープブルークリスタルマイカ」、「レモンスカッシュクリスタルメタリック」、「オフビートカーキメタリック」をそれぞれ追加。スタイルはクリスタル調/ホワイトの「シャイニングレッド」及びヘアライン調/シルバーの設定を廃止する替わりに、クリスタル調/ホワイトに2016年6月の一部改良で廃止されていた「ライトローズマイカメタリック」を復活し、「ダークエメラルドマイカ」を追加。スポーツはカーボン調/ブラックを「ディープブルークリスタルマイカ」から「ブライトシルバーメタリック」に入れ替えた。
  - 内装は、アクティバとスタイルのインテリアアクセントカラーの設定色が変更され、アクティバはイエローとカーキを追加。スタイルはシルバーを標準設定し、バーガンディをメーカーオプションで設定した。メーター意匠も各タイプで変更され、アクティバは文字盤が黒色化され、奇数数字の表記を無くして数字のサイズを拡大。スタイルは数字のフォントを変更。スポーツは針やメモリ部分が赤色化され、アクティバ同様に奇数数字の表記を無くして数字のサイズを拡大した。
  - アクティバとスタイルに特別仕様車として設定されていた「プライムコレクション SA II」は「プライムコレクション SA III」としてカタロググレードに昇格。カタロググレード化に際し、上述の変更内容に加え、アクティバではインテリアアクセントカラーでボディカラー同色もしくはブラックの選択が可能に、スタイルでは室内色をホワイトからブラウンに、シートをアクティバ・スタイルと共通のレザー調ブラックにそれぞれ変更された。
  - 装備面では、運転席シートリフターとチルトステアリングを全車に、純正ナビ装着用アップグレードパックをスポーツにそれぞれ標準装備され、メーカーオプションの設定が一部変更された。
- 2018年（平成30年）8月20日 - アクティバ/スタイル特別仕様車「X"リミテッド SA III"」、「G"リミテッド SA III"」が発表された（9月3日発売）[6]。
  - アクティバとスタイルの「X"SA III"」、「G"SA III"」をベースに、共通でシートヒーター（運転席/助手席）を特別装備されたほか、「X"リミテッド SA III"」にはスポーツに標準装備されている純正ナビ装着用アップグレードパック、「G"リミテッド SA III"」にはベースグレードではオプション設定であるパノラマモニター対応純正ナビ装着用アップグレードパックもそれぞれ特別装備された。
- 2019年（令和元年）7月29日 - アクティバ/スタイル特別仕様車「G"VS SA III"」・「Gターボ"VS SA III"」を発売[7]。
  - アクティバとスタイルの「G"SA III"」、「Gターボ"SA III"」をベースに、共通でシートヒーター（運転席/助手席）とパノラマモニター対応純正ナビ装着用アップグレードパックが特別装備され、アクティバはボディカラー対応色、スタイルはバーガンディのアクセントカラーが施された。さらに「G"VS SA III"」はウレタンステアリングホイールにメッキオーナメントが施された。
- 2020年（令和2年）
  - 3月31日 - アクティバ・スポーツが生産終了となり、スタイルのみに集約。アクティバは同年6月10日に発売されたタフト（2代目）が後継車となる。
  - 8月 - スタイルを一部改良（公式発表なし）。WLTCモードによる燃料消費率並びに排出ガスに対応（NA車はJC08モードによる燃料消費率も併記）し、NA車は「平成30年排出ガス基準50%低減レベル（☆☆☆☆）」認定を取得したが、JC08モードによる燃料消費率が低下したため、駆動方式を問わず2020年度燃費基準達成となった。ターボ車は平成30年排出ガス規制適合・燃費基準未達成となった為、従来バックドアウィンドゥ右下に装着されていた「低排出ガス車」と「燃費基準達成車」ステッカーが装着されなくなった。併せて、ボディカラーの設定が一部変更され、パール系（オプションカラー）を「パールホワイトIII」から「シャイニングホワイトパール」に差し替え[注 5]、「ディープブルークリスタルマイカ（オプションカラー）[注 4]」が廃止された。
- 2021年（令和3年）5月10日 - スタイルを一部改良[8]。オートライトを運転中常に作動する仕様に変更された。
- 2023年（令和5年）
  - 6月30日 - 最後まで残されていたスタイルも生産終了（OEM先のピクシスジョイと共に公式ホームページも削除された）。以後は在庫分のみ販売となる。
  - 8月31日 - スタイルが販売終了。同時にキャストの商標も名実共に終了した。

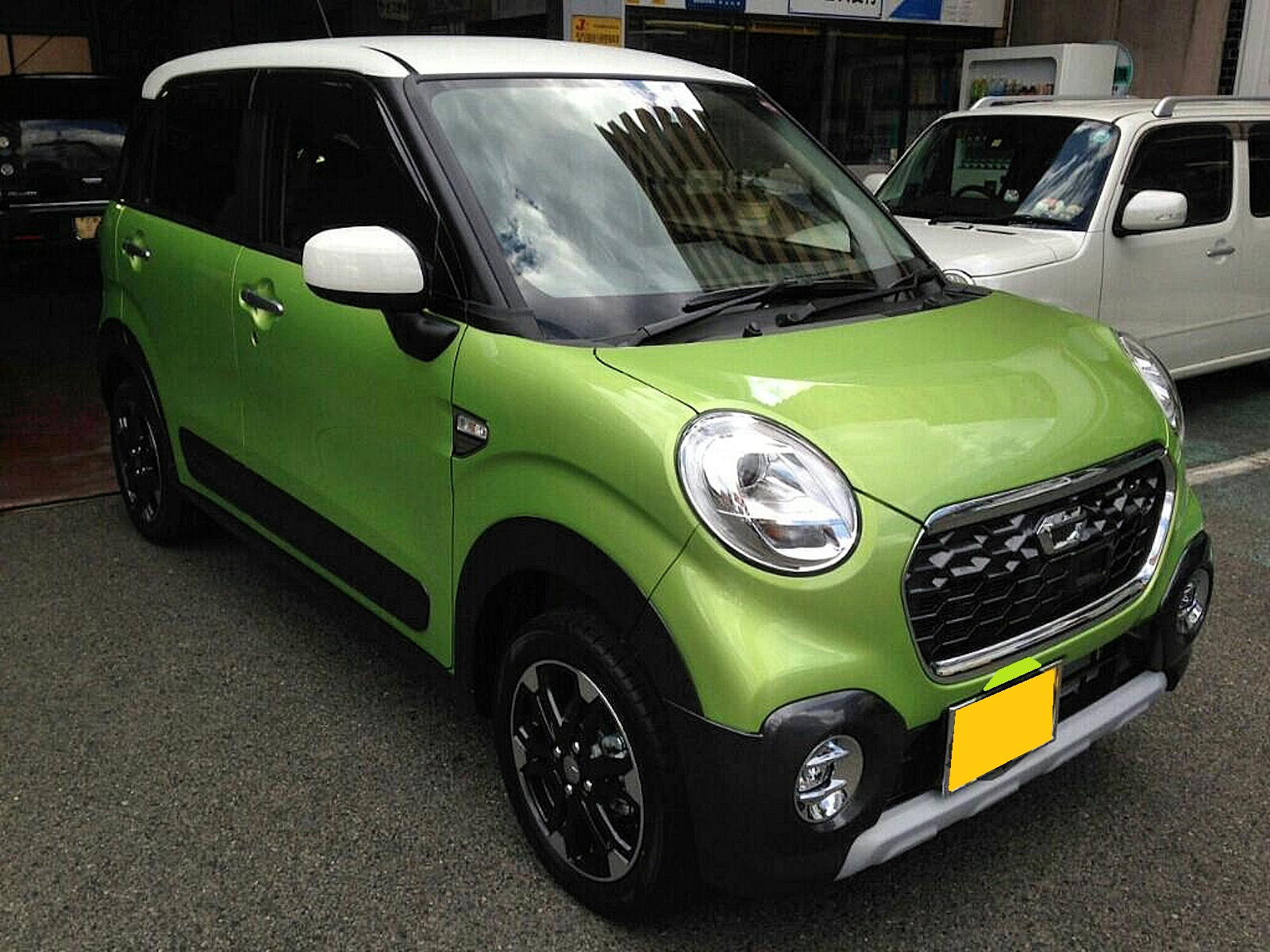
2015年9月販売型 アクティバ G“SA II” フロント
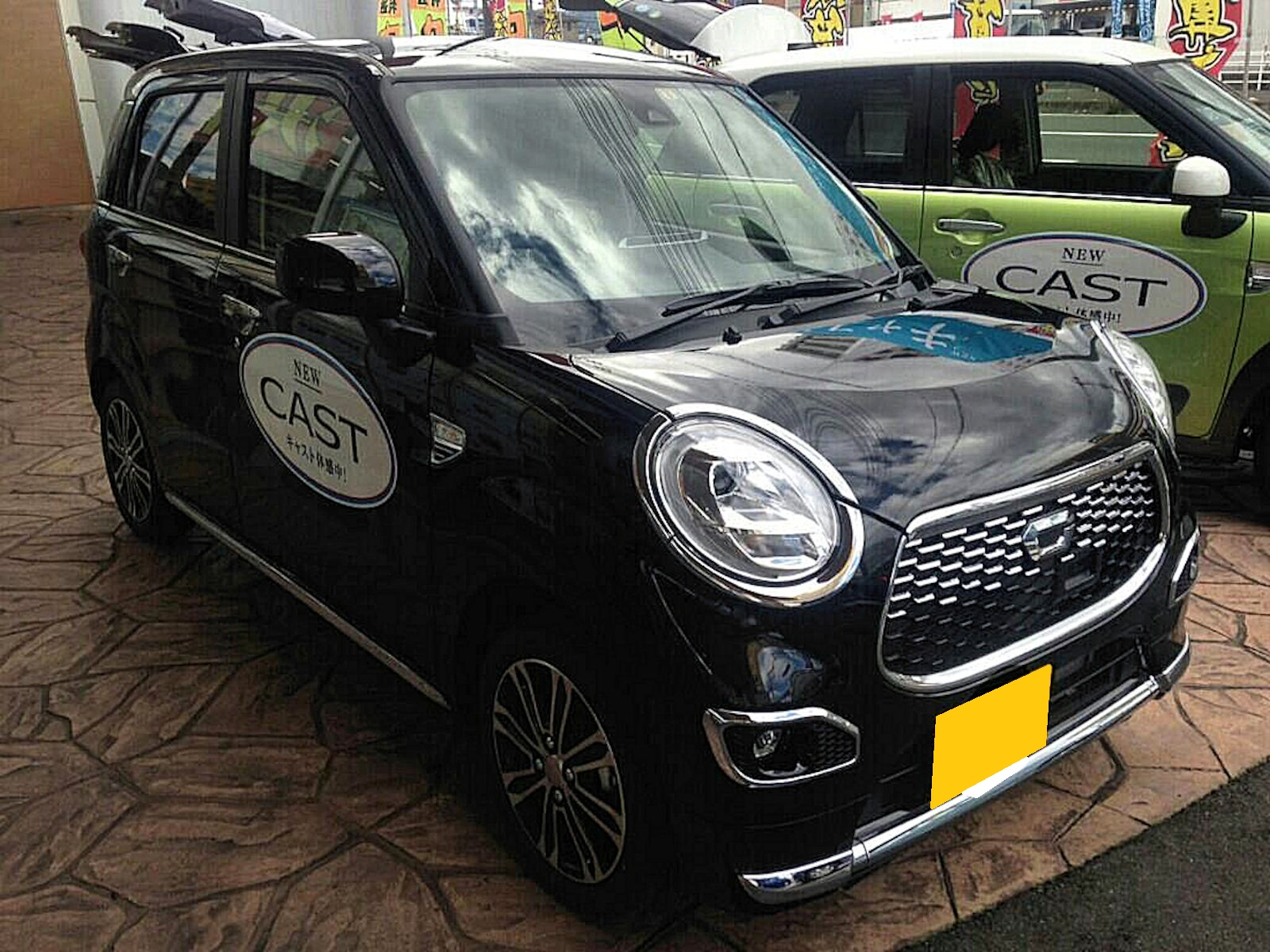
2015年9月販売型 スタイル G“SA II” フロント
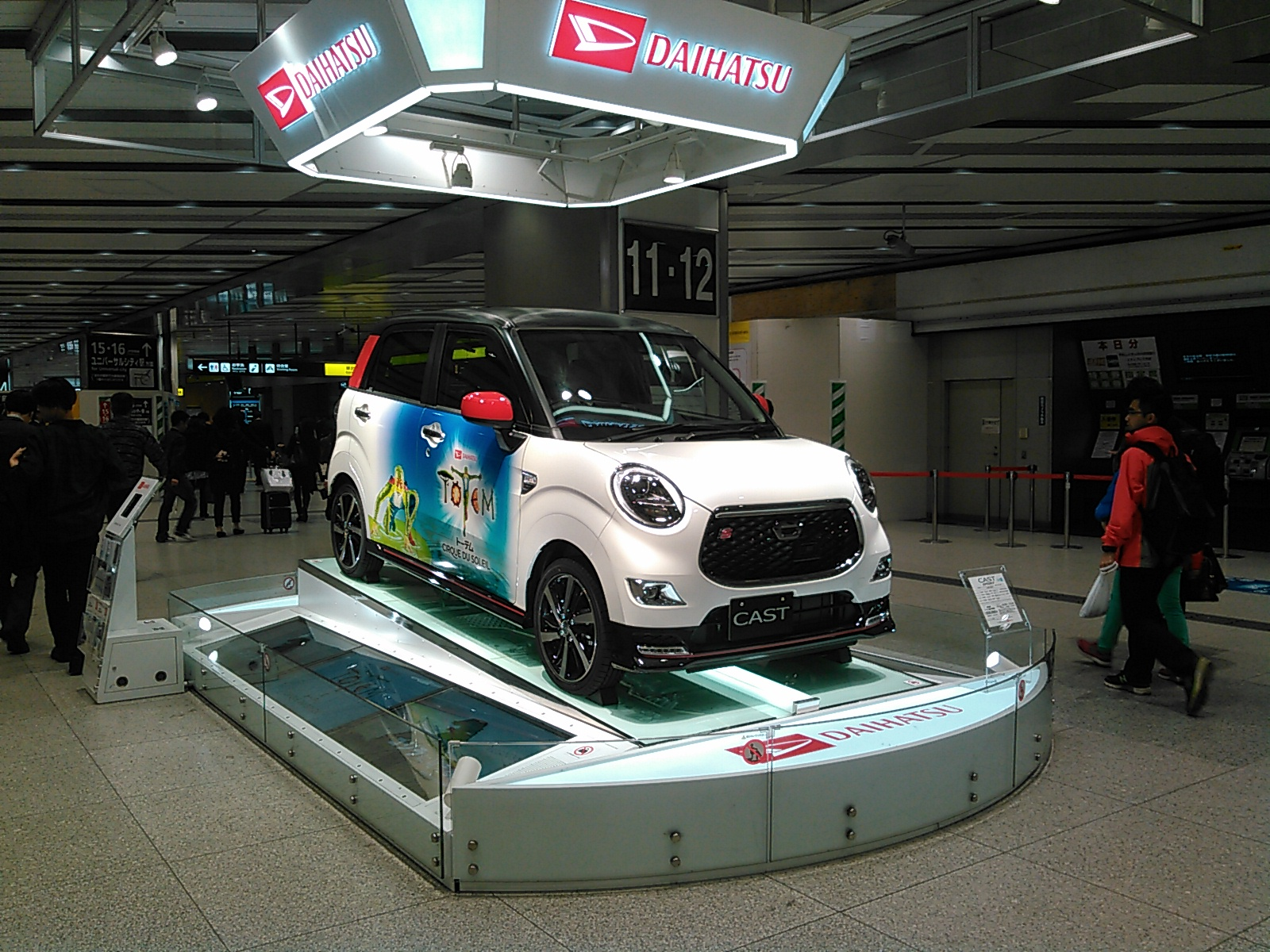
2015年9月販売型 スポーツ "SA II" フロント
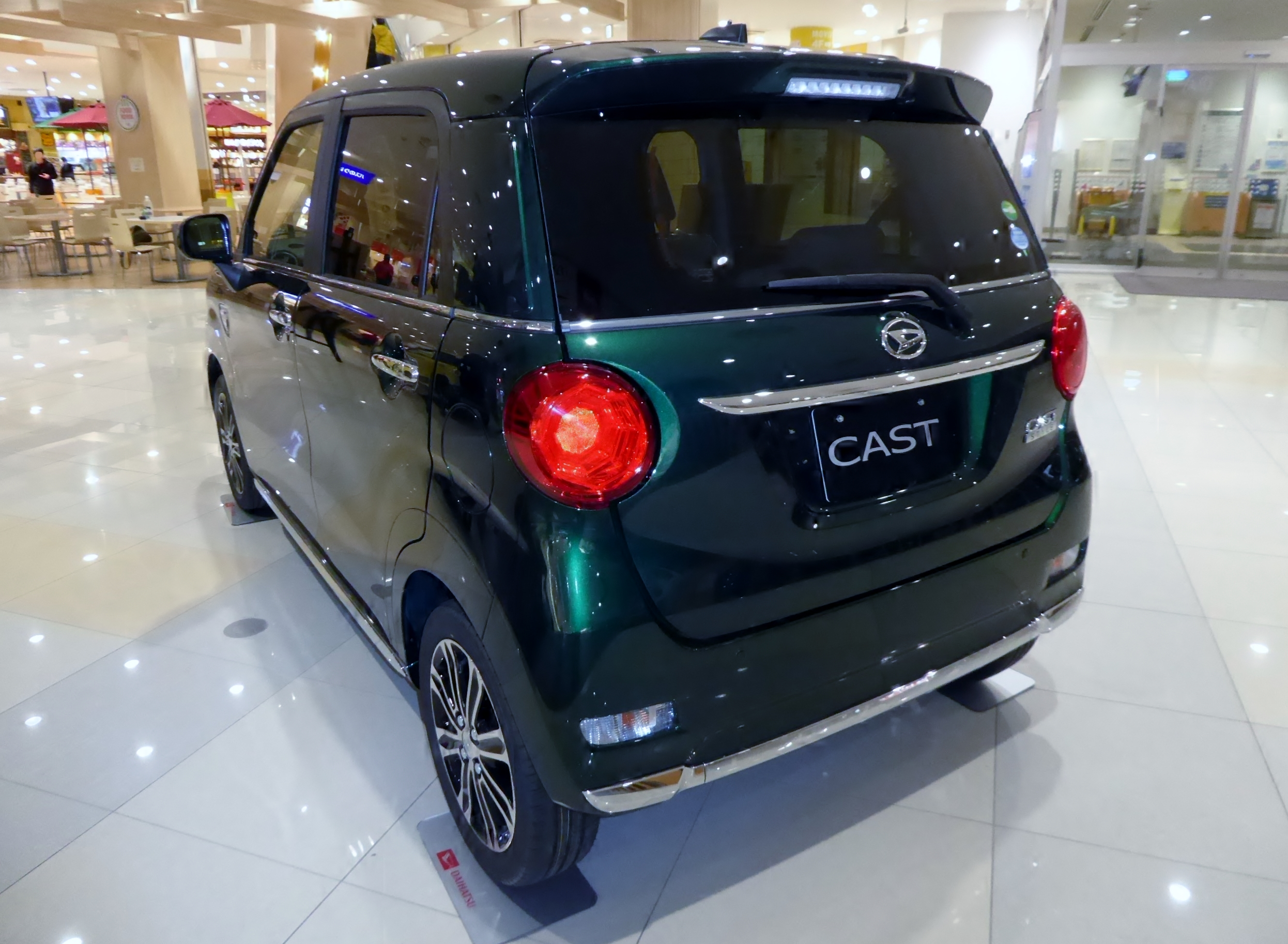
2017年10月発売型 スタイル G"SA III" リア
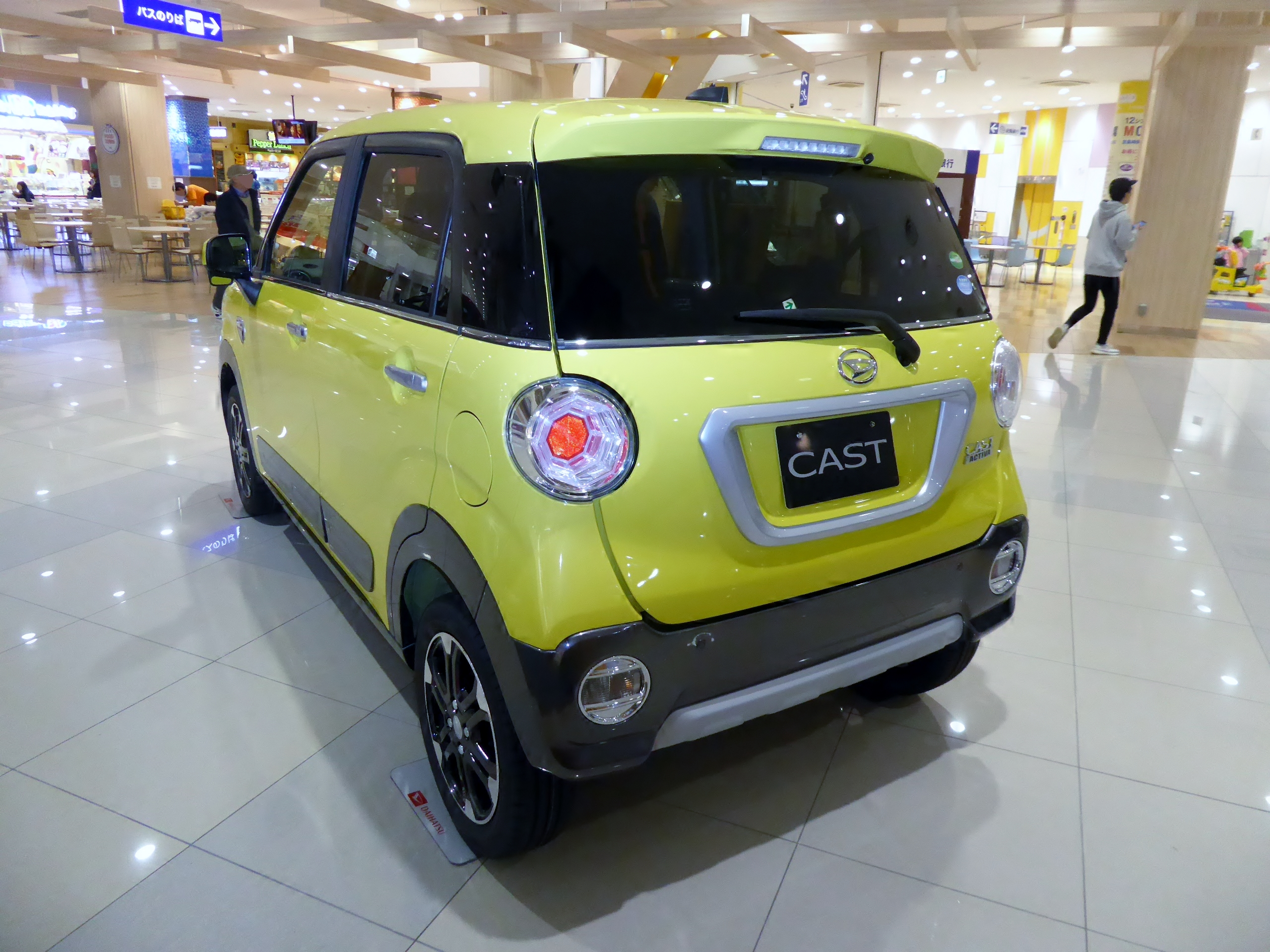
2017年10月発売型 アクティバ G"SA III" リア
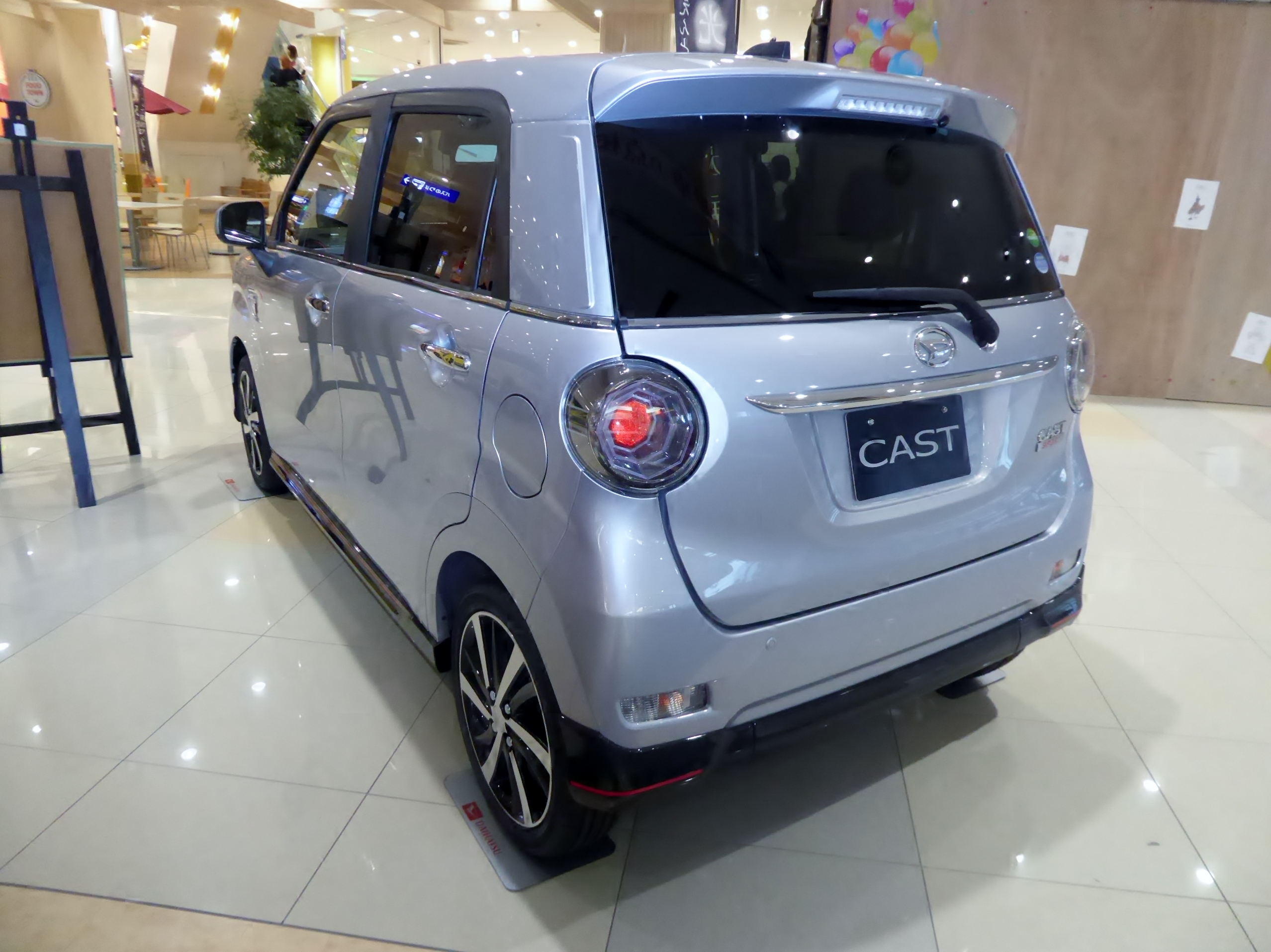
2017年10月発売型 スポーツ G"SA III" リア

## 車名の由来
会見の際、当時社長の三井正則は「毎日の生活はまさにドラマ。そのドラマの『キャスト』でありたい」と、車名に込めた思いを語った。CMでも和歌山県の海中ポストなどを登場させ「あなたを、日本を、おもしろく。」とキャッチコピーを付けるなど、日常を彩る存在＝ドラマの役者であることを表現している。

## CM
出演者はアクティバは山﨑賢人、スタイルは木村文乃（2015年 - 2016年）、2017年10月からの一部改良から早見あかり、2019年5月からは木村カエラを起用。
CM曲は2017年10月までは高橋優の「明日はきっといい日になる」を使用。また、高橋は「秋田の奇岩」編では、山﨑の先輩役として自らCMにも出演。スタイルはRihwaの上記楽曲のカバー楽曲を使用していた。2017年10月からは松任谷由実の「やさしさに包まれたなら」を山﨑と早見が歌唱しているバージョンを使用、2019年5月からのCMには木村カエラの「セレンディピティ」を起用している。